# Городчин
Горо́дчин (раніше також Романівка, Долів) — село в Україні, у Радомишльській міській територіальній громаді Житомирського району Житомирської області. Чисельність населення становить 31 осіб (2001). У 1923-му та 1928—54 роках — адміністративний центр колишньої однойменної сільської ради. До 1939 року — колонія.

## Населення
За довідником 1885 року в колонії мешкало 65 осіб, у 1896 році — 179 жителів, дворів — 30, 1900 році — 206 мешканців, з них 108 чоловіків та 98 жінок, дворів — 33, у 1904 році — 370 жителів.
Відповідно до результатів перепису населення СРСР, кількість населення станом на 12 січня 1989 року становила 66 осіб. Станом на 5 грудня 2001 року, відповідно до перепису населення України, кількість мешканців села становила 31 особу.

## Історія
Колишнє лютеранське поселення, лежало за 15 км північніше Радомишля. Лютеранські парафії — у Києві та Радомишлі. Була школа. Інші назви — Романівка, Долива, Хорочин, Романсдорф.
За довідником 1885 року — Романдорф, німецька колонія Потіївської волості (3 стану Радомисльського повіту Київської губернії. Лежало 15 верст від Радомисля, за 14 верст від Обліток. Був молитовний дім.
Наприкінці 19 століття — Романівка, поміщицька колонія Потіївської волості Радомисльського повіту Київської губернії. Відстань до повітового центру м. Радомисль, де знаходилася також найближча поштово-телеграфна станція — 15 верст, до волосного центру с. Облітки, де знаходилися також найближча поштова земська станція — 12 верст, до найближчої залізничної станції Житомир — 63 версти. Закладена на землях села Заболоть. Основним заняттям мешканців було хліборобство. В поселенні числилося 365 десятин землі, які належали Романові Романовичу Вержбицькому і були в оренді у місцевих колоністів. Господарство велося за багатопільною сівозміною.
У 1923 році увійшла до складу новоствореної Городчинської сільської ради Потіївської волості; адміністративний центр ради. 16 січня 1923 року, внаслідок об'єднання сільських рад, підпорядковане Меньківській сільській раді, яка 7 березня 1923 року включена до складу новоутвореного Потіївського району Малинської округи. 18 грудня 1928 року в колонії відновлено окрему сільську раду в складі Потіївського району. У 1939 році віднесена до категорії сіл. 11 серпня 1954 року, внаслідок об'єднання сільських рад, село підпорядковане Меньківській сільській раді Потіївського району. 21 січня 1959 року, в складі сільської ради, передане до Радомишльського району Житомирської області, 30 грудня 1962 року — до складу Малинського району, 4 січня 1965 року повернуте до складу відновленого Радомишльського району.
16 травня 2017 року увійшло до складу новоутвореної Радомишльської міської територіальної громади Радомишльського району Житомирської області. Від 19 липня 2020 року, разом з громадою, в складі новоствореного Житомирського району Житомирської області.